# Fokusiranje na mete
Fokusiranje na mete ili sticanje cilja je otkrivanje i identifikacija lokacije cilja sa dovoljno detalja da bi se omogućilo efikasno korišćenje smrtonosnih i nesmrtonosnih sredstava. Termin se koristi u širokoj oblast primene.
„Meta“ ovde je entitet ili objekat koji se razmatra za moguće angažovanje ili drugu radnju (pogledajte ciljanje). Ciljevi uključuju širok spektar resursa koje neprijateljski komandant može koristiti za izvođenje operacija, uključujući mobilne i stacionarne jedinice, snage, opremu, sposobnosti, objekte, osobe i funkcije. Može da obuhvata akviziciju cilja, zajedničko ciljanje ili informativne operacije.
Tehničko sticanje cilja može samo da označava proces sistema oružja da odluči na koji objekat da se zaključa, za razliku od nadzora na jednoj i praćenja cilja na drugoj strani; na primer u protivvazdušnom sistemu.